# Léon Vaudoyer

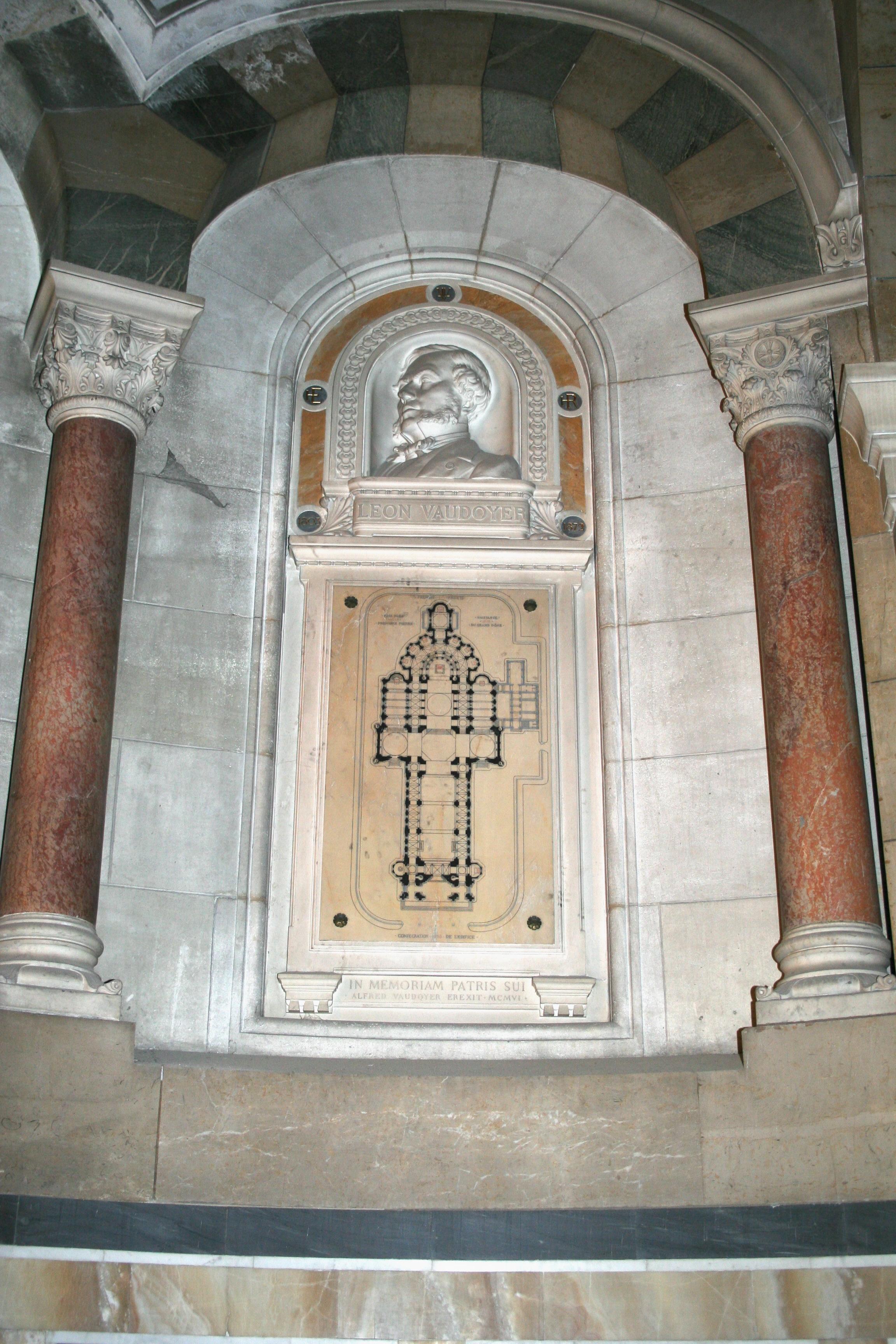
Gedenktafel für Léon Vaudoyer in der von ihm entworfenen Kathedrale von Marseille

Léon Vaudoyer (* 7. Juni 1803 in Paris; † 9. Februar 1872 ebenda) war ein französischer Architekt. Er war der Sohn von Antoine Vaudoyer.
Unter dem Einfluss der Ideen von Saint-Simon und Auguste Comte wurde er einer der Väter der historisierenden Architektur. Er erhielt 1826 den Grand Prix de Rome und 1838 den 1. Preis im Architektenwettbewerb um den Bau des Hôtel de Ville von Avignon.
Ab 1845 erweiterte er gemeinsam mit Gabriel-Auguste Ancelet die Priorei von St-Martin-des-Champs in Paris, dem Sitz des Conservatoire des arts et métiers und des Musée des arts et métiers, wobei er der Kirche eine neue Fassade im Neo-Flamboyant-Stil gab. 1852 übernahm er den Bau der Cathédrale de la Major in Marseille sowie die Vergrößerung der Sorbonne.
Léon Vaudoyer war der Lehrer von Juste Lisch und der Vater von Alfred Vaudoyer.